# エン・ボケック
エン・ボケック（ヘブライ語: עין בוקק、英語: Ein Bokek）は、イスラエル南部地区に属する町。下死海の西岸にあり、大きなホテルが林立する観光都市である。イスラエル公道90号線が下死海の西岸を通るところにある。
エンボケック・ビーチは死海遊泳の中心であり、旧約聖書のソドムとゴモラに関連した「ロトの妻の塩柱」も南近郊にある。

死海から見たエン・ボケックのホテル群